# 里若克
49°14′8″N 28°8′35″E / 49.23556°N 28.14306°E
里若克（烏克蘭語：Ріжок），是烏克蘭的村落，位於該國西南部文尼察州，由文尼察區負責管轄，面積0.16平方公里，海拔高度272米，2001年人口345，人口密度每平方公里2,197.45人。